# Tropico del Capricorno

Posizionamento del Tropico del Capricorno

Il tropico del Capricorno è il tropico terrestre situato nell'emisfero australe meridionale in cui il Sole culmina allo zenit un giorno all'anno (nel solstizio di dicembre) con una parabola apparente molto ripida all'orizzonte.
Quando il Sole è allo zenit al tropico del Capricorno si ha l'inizio dell'estate australe (e, per converso, quello dell'inverno boreale).

## Significato astronomico
Il Tropico del Capricorno è l'insieme dei punti sulla Terra nei quali il sole culmina allo zenit a mezzogiorno del solstizio d'inverno nell'emisfero sud. A sud del Tropico del Capricorno, il sole non raggiunge mai lo zenit.

## Etimologia
Il tropico viene definito "del Capricorno" perché circa 2 000 anni fa, quando fu definito il suo nome, il sole entrava nella costellazione del Capricorno nel giorno del solstizio d'inverno. Oggi questo fatto non si verifica più perché, a causa del fenomeno della precessione degli equinozi, il sole entra nella costellazione del Sagittario.
Dal punto di vista astrologico il nome è ancora valido in quanto rimane costante, sempre nello stesso giorno, l'ingresso del Sole nel segno zodiacale del Capricorno: per definizione, infatti, l'arco del decimo segno ha come punto d'inizio la posizione del Sole nel solstizio d'inverno, e non è vincolata a quella dell'omonima costellazione.
Isidoro di Siviglia denomina tale circolo "Invernale tropicale".

## Fattori climatici
Come nel caso del Tropico del Cancro, la maggior parte dei paesi posizionati sul Tropico del Capricorno hanno un clima arido o semiarido. Nel Caso del Tropico del Capricorno questa situazione sfavorevole è ulteriormente esacerbata dal fatto che in Sudafrica e Australia l'attività tettonica e le glaciazioni sono state sostanzialmente assenti dopo il Carbonifero, cioè circa 300 milioni di anni fa, cosicché l'aridità si associa ad un suolo estremamente poco fertile. Ne risulta una vegetazione di arbusti, con savane che si sviluppano su vertisol poco fertili.
In Australia le aree sul tropico sono caratterizzate da una delle più elevate variabilità delle precipitazioni piovose, cosicché anche nelle zone dove è presente un discreto grado di piovosità è estremamente problematico praticare l'agricoltura perché le sorgenti per l'irrigazione si prosciugano regolarmente nelle annate siccitose. In Sudafrica, dove le pur scarse precipitazioni sono più regolari, l'agricoltura è possibile anche se le rese sono basse anche con l'impiego di fertilizzanti.
Nell'America del Sud, anche se i suoli del cratone continentale risalgono allo stesso periodo di tempo di quelli dell'Australia e Sudafrica, le regioni che si trovano sul versante occidentale dell'anticiclone subtropicale ricevono correnti di aria calda e umida dall'Oceano Atlantico. Ne consegue che le regioni del Brasile adiacenti al tropico sono importanti aree agricole e producono notevoli quantitativi di caffè nelle zone in cui la vegetazione spontanea della foresta pluviale è stata eliminata per far posto alle piantagioni. 
Nelle aree ad ovest delle Ande invece, la corrente di Humboldt produce condizioni estremamente aride che danno luogo a un ambiente desertico estremamente secco, tanto che non esistono ghiacciai tra il vulcano Sajama (a 18˚30'S) e il Cerro Tres Cruces (27º parallelo sud). La vegetazione in quest'area è praticamente inesistente, mentre sulle pendici orientali delle Ande la piovosità è sufficiente a consentire le coltivazioni agricole.

## Paesi attraversati
Procedendo dal Meridiano di Greenwich verso est, il Tropico del Capricorno attraversa: Oceano Atlantico, Namibia, Botswana, Sudafrica, Mozambico, Canale del Mozambico, Madagascar, Oceano Indiano, Australia, Oceano Pacifico, Cile, Argentina, Paraguay, Brasile; esso si trova nell'emisfero sud o australe.
| Coordinate       | Nazione, territorio o mare | Note                                                                                         |
| ---------------- | -------------------------- | -------------------------------------------------------------------------------------------- |
| 23°26′S 0°00′E   | Oceano Atlantico           |                                                                                              |
| 23°26′S 14°27′E  | Namibia                    | Regioni di Erongo, Khomas, Hardap e Omaheke                                                  |
| 23°26′S 20°00′E  | Botswana                   | Distretto di Kgalagadi, Kweneng e Centrale                                                   |
| 23°26′S 27°18′E  | Sudafrica                  | Provincia del Limpopo                                                                        |
| 23°26′S 31°33′E  | Mozambico                  | Province di Gaza e Inhambane                                                                 |
| 23°26′S 35°26′E  | Oceano Indiano             | Canale del Mozambico                                                                         |
| 23°26′S 43°45′E  | Madagascar                 | Province di Toliara e Fianarantsoa                                                           |
| 23°26′S 47°39′E  | Oceano Indiano             |                                                                                              |
| 23°26′S 113°47′E | Australia                  | Australia Occidentale, Territorio del Nord e Queensland                                      |
| 23°26′S 151°03′E | Mar dei Coralli            | Passa subito a sud del Cato Reef nelle Isole del Mar dei Coralli                             |
| 23°26′S 166°46′E | Oceano Pacifico            | Passa poco a nord del Minerva Reefs ( Tonga), e appena a sud di Tubuai ( Polinesia Francese) |
| 23°26′S 70°36′W  | Cile                       | Regione di Antofagasta                                                                       |
| 23°26′S 67°07′W  | Argentina                  | Province di Jujuy, Salta, e Formosa                                                          |
| 23°26′S 61°23′W  | Paraguay                   | Dipartimenti di Boquerón, Presidente Hayes, Concepción, San Pedro e Amambay                  |
| 23°26′S 55°38′W  | Brasile                    | Stati di Mato Grosso do Sul, Paraná e San Paolo                                              |
| 23°26′S 45°02′W  | Oceano Atlantico           |                                                                                              |

## Galleria d'immagine

Segnaletica in alcuni paesi attraversati dal tropico
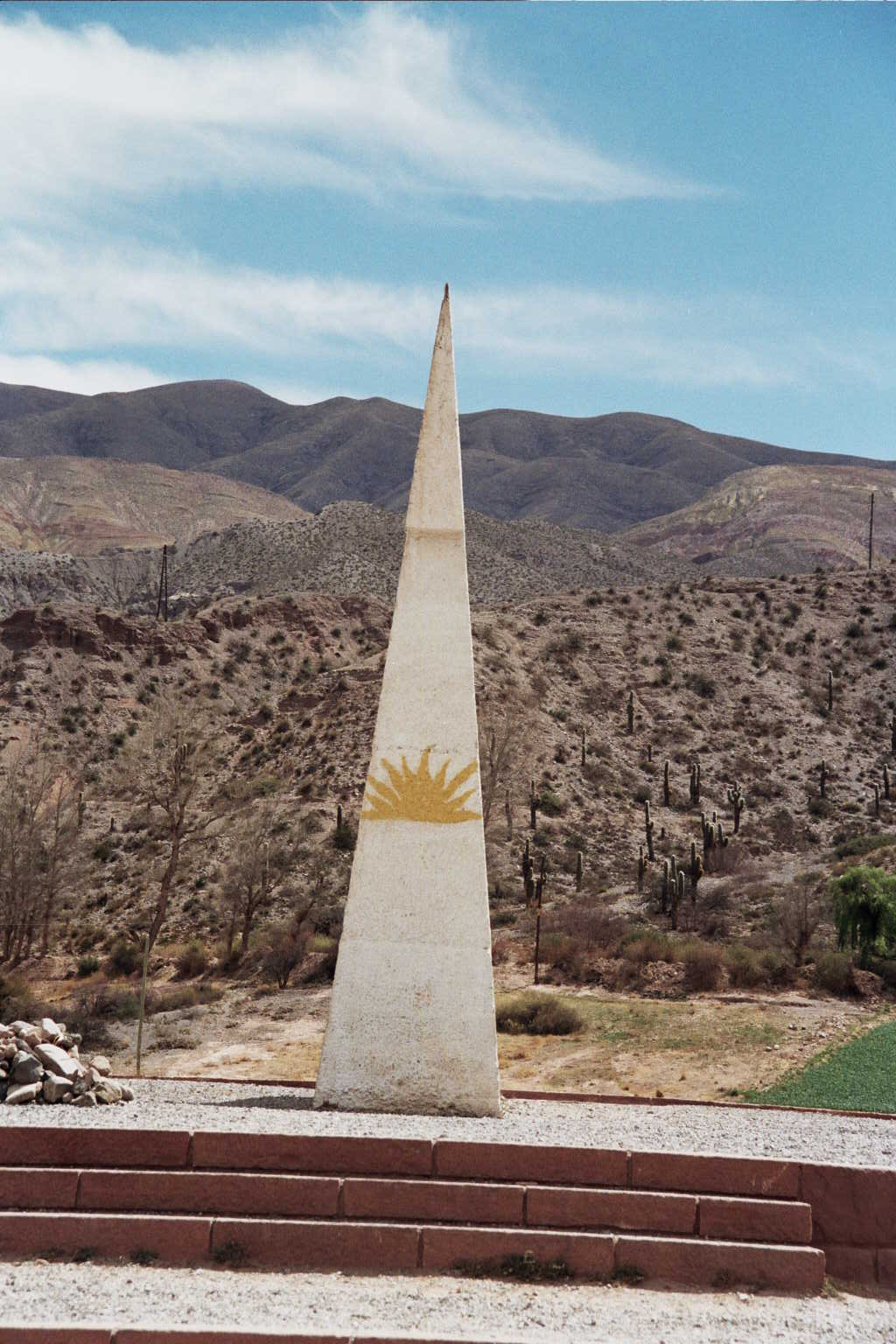
Un obelisco nella Quebrada de Humahuaca, Argentina
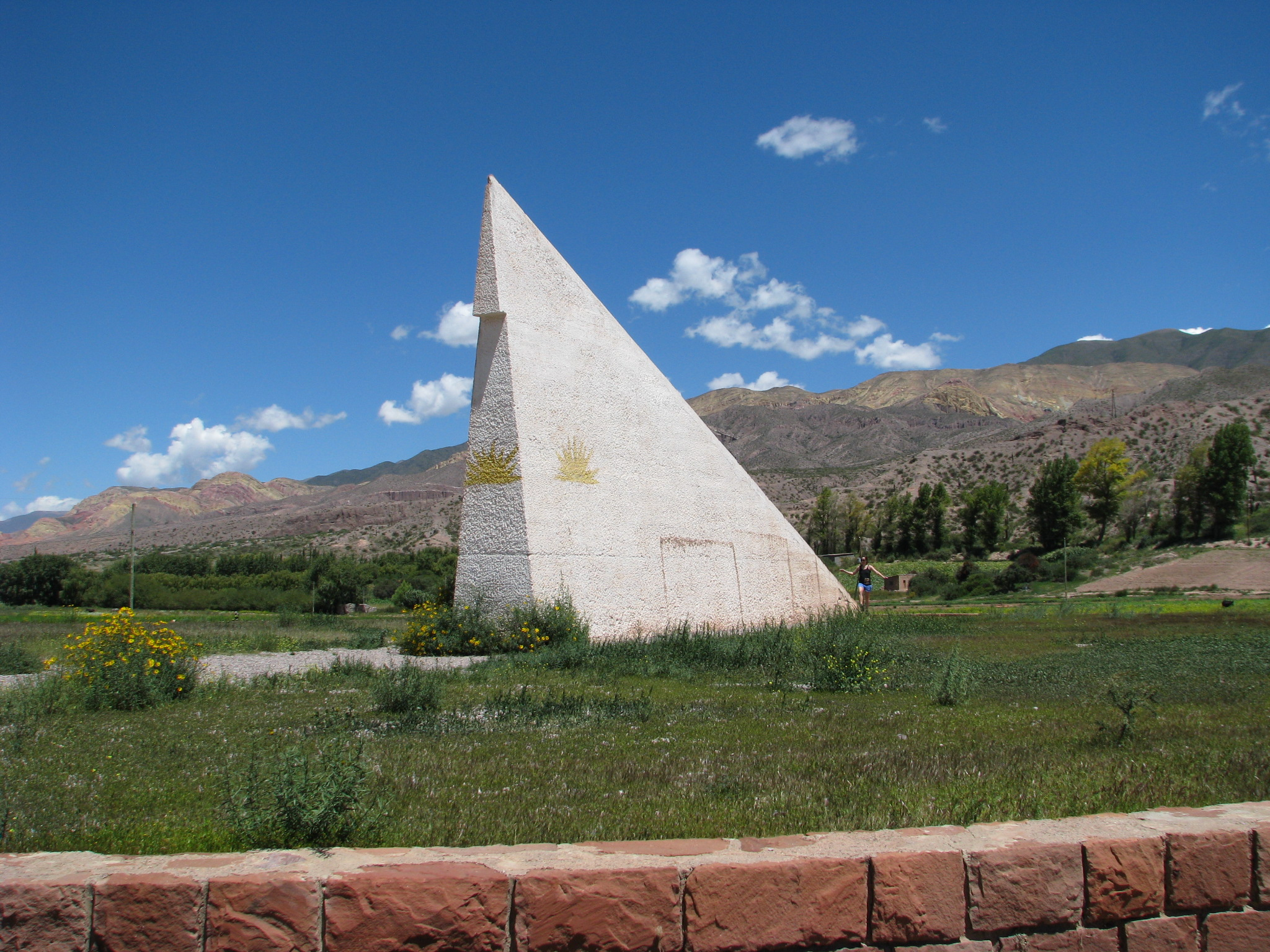
Orologio solare in un punto del tropico di Capricorno nella Provincia di Jujuy, Argentina
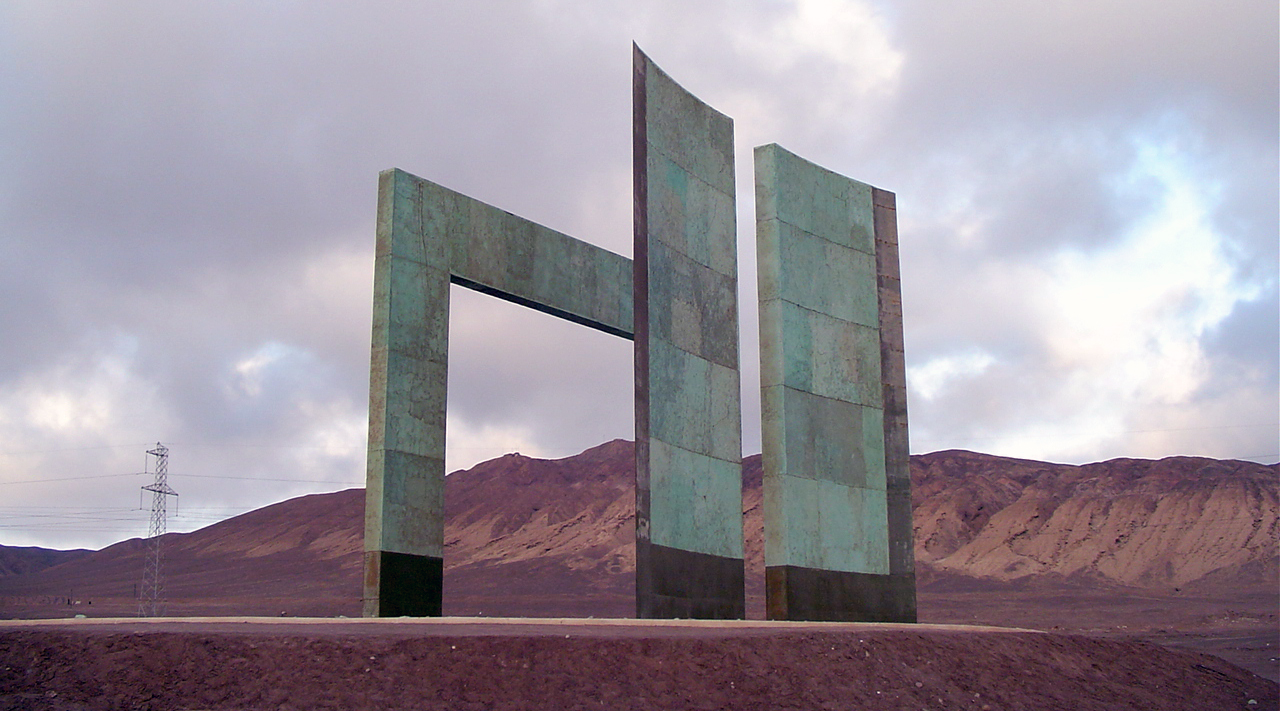
Antofagasta, Cile
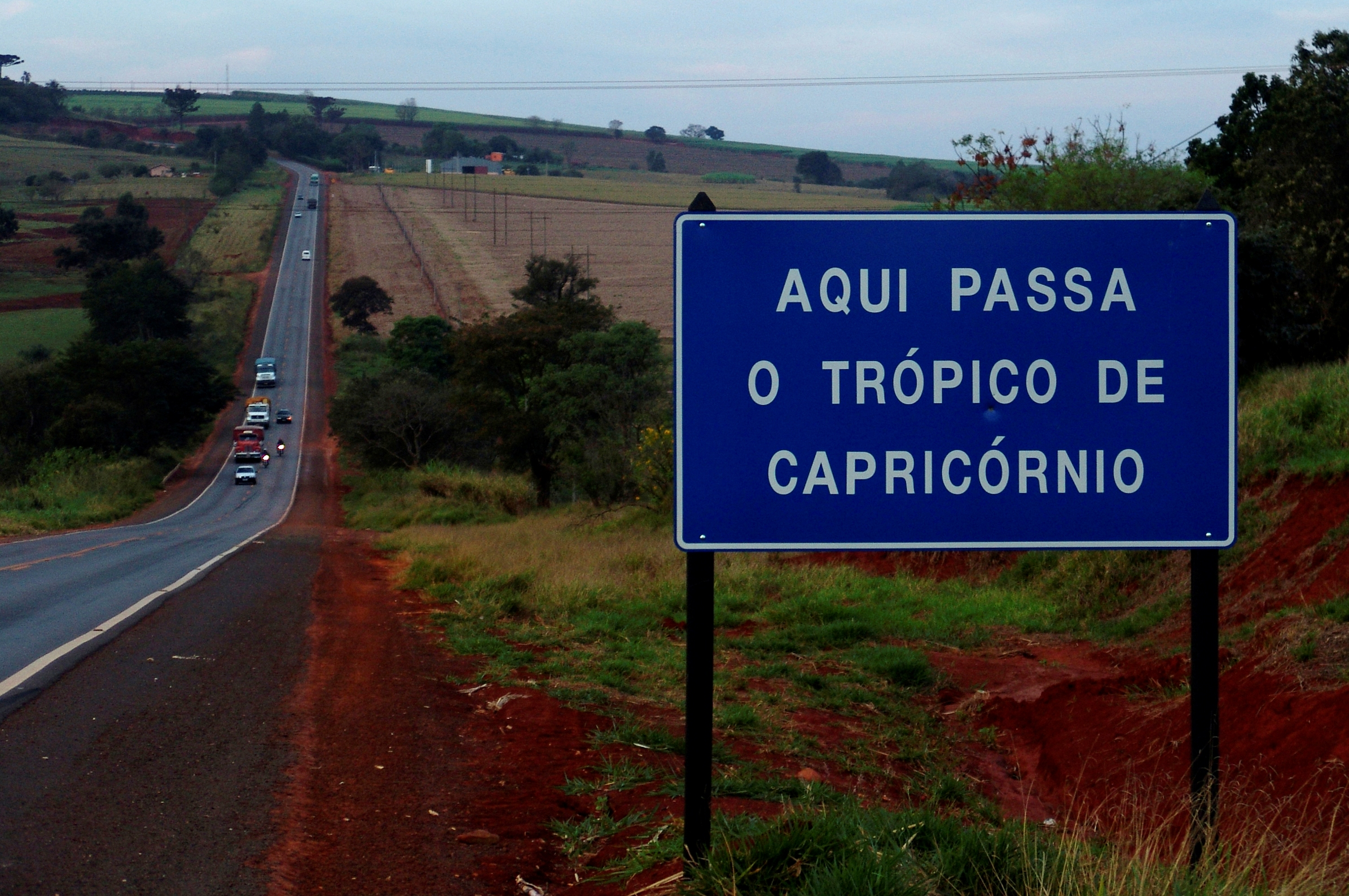
Stato di San Paolo, Brasile
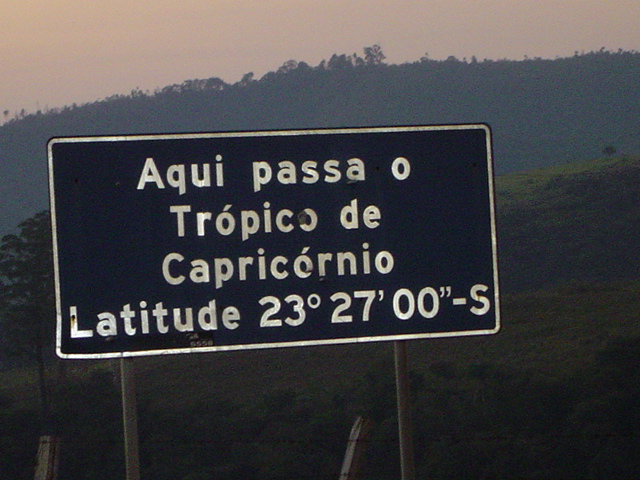
Santana de Parnaíba, Brasile
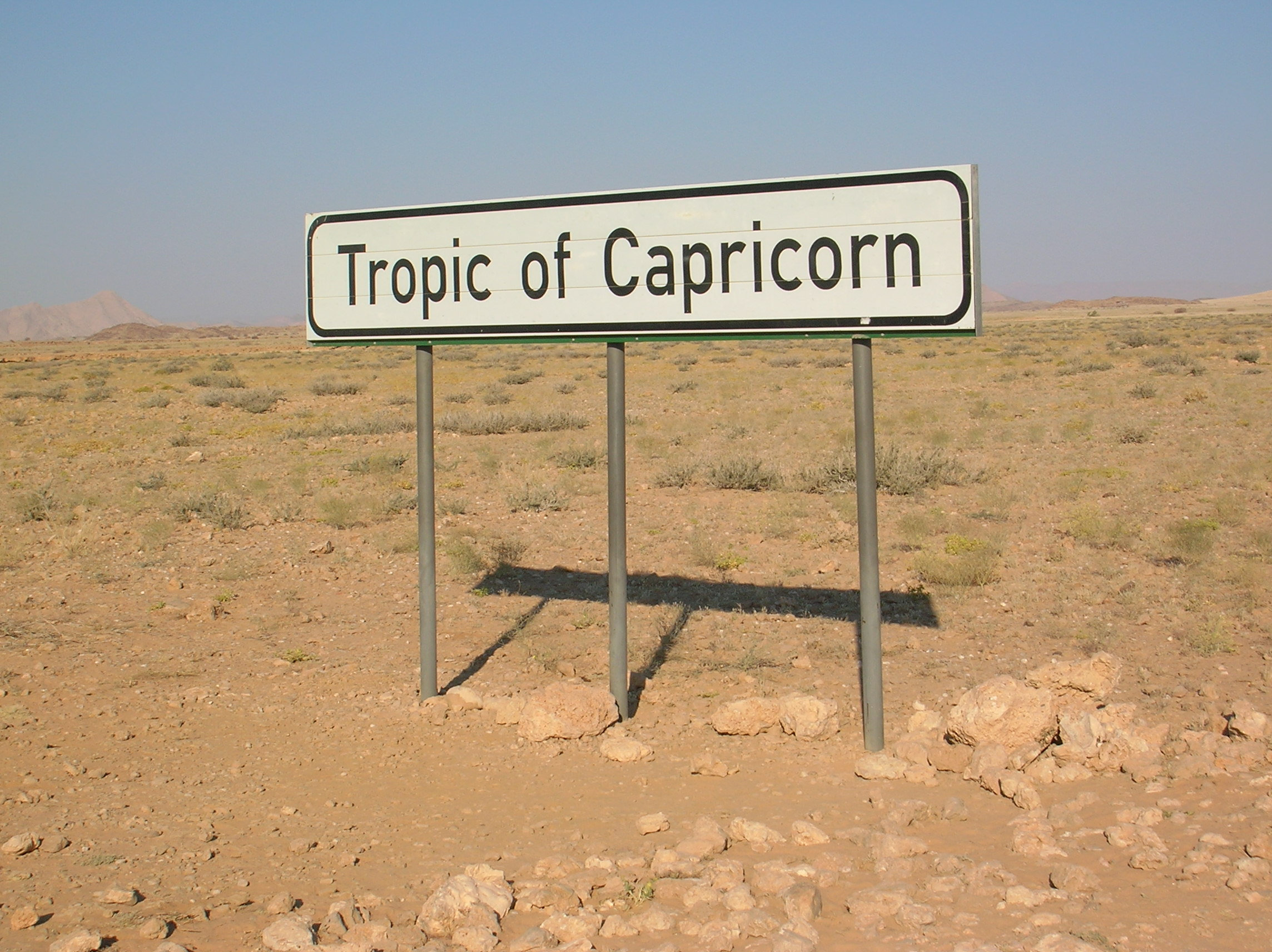
Deserto del Namib, Namibia
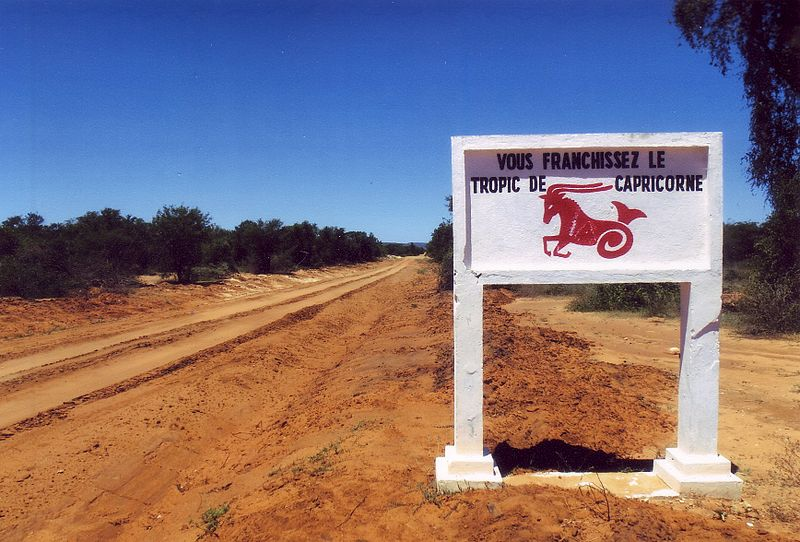
Provincia di Toliara, Madagascar
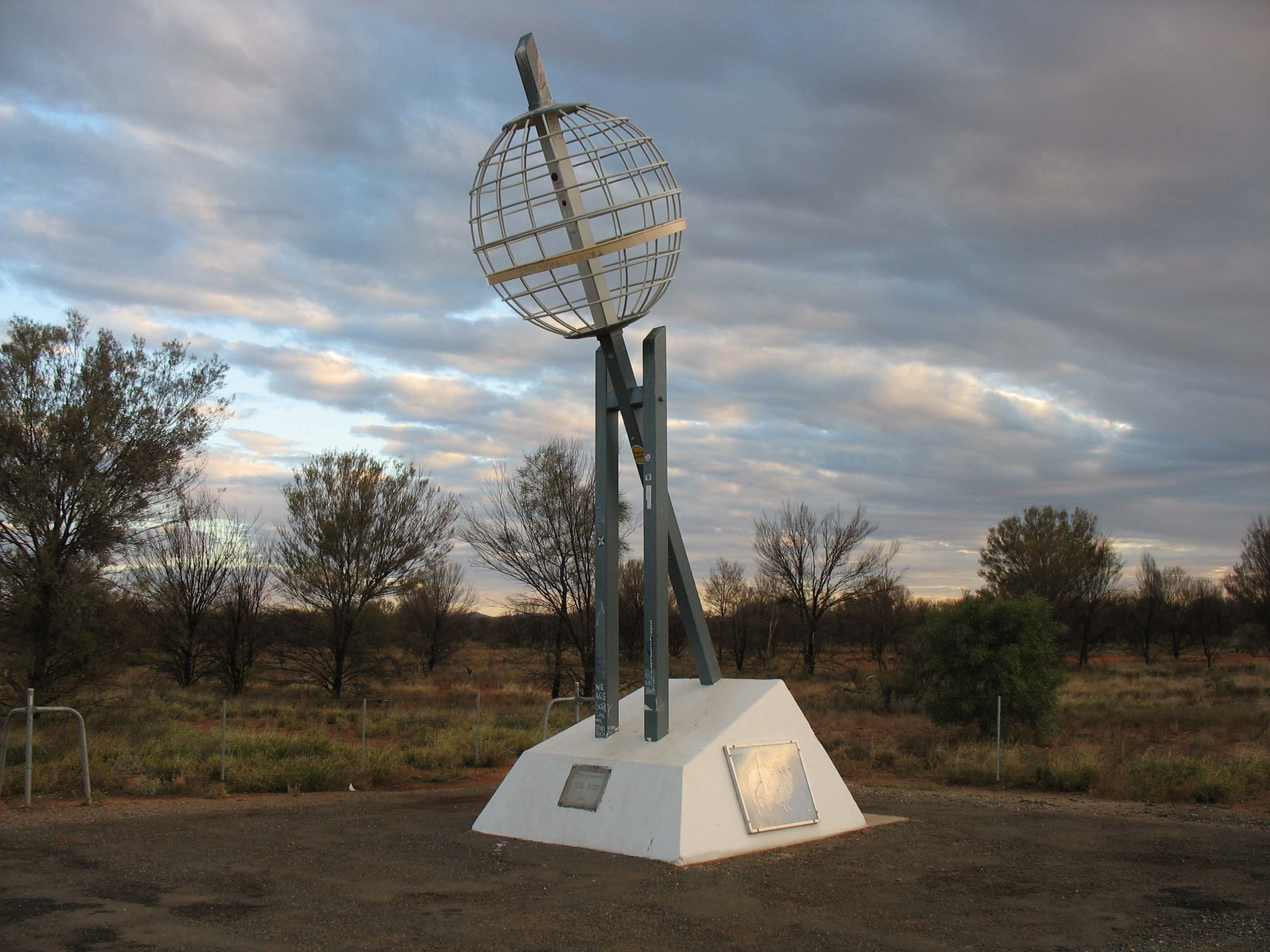
Alice Springs, Australia